# Манастир Ваведење (Овчарско-кабларска клисура)
Манастир Ваведење се налази поред магистралног пута 8 km од Чачка, на уласку у Овчарско-кабларску клисуру. Манастир Ваведење припада групи Овчарско-кабларских манастира, познатих и као Српска Света Гора.

## Историјат
Предање вели да је манастир Ваведење саградио Свети Сава и његов отац Св. Симеон. По турским подацима манастир се спомиње први пут 1528. године.
Манастир је више пута страдао, више пута је опустошен и обнављан. Црква је обновљена 1930. године, када је црква и освећена. По одлуци црквених власти манастир од 1933. године постаје парохијска црква за оближња села. По благослову Епископа Жичког Василија 1975. године манастир Ваведење постаје женски манастир. Ираида Милинковић била је игуманија манастира од (1975—2017), после ње игуманија је Февронија Савић.

## Манастирска ризница
Манастирска ризница поседује царске двери и крст са Распећем са старог иконостаса, рађени у 18. веку и неколико икона. Чува се и Гундулићево четворојеванђеље из 1552. године. Прва штампана књига из београдске штампарије је поклоњена манастиру. У наосу храма су исклесана имена 169 ратника страдалих од 1912. до 1918. године, за време балканског и Првог светског рата.
У манастиру су и честице моштију свештеномученика Харалампија, архиђакона Стефана, Стефана(Штиљановића), светог кнеза Лазара, светог великомученика Пателејмона, Св. Теодосија великог, Св. Јована Румуна, Св. Теодора Тирона.
Манастирска слава је Ваведење Пресвете Богородице и празнује се 4. децембра (21. новембар по православном календару). Света Литургија се служи недељом и празницима са почетком у 8 часова.

## Галерија
- Купола манастирске цркве, поглед из даљине
- Крст на улазу у манастирски комплекс и купола цркве
- Манастирски комплекс
- Купола на манастирској цркви
- Дуборез на улазу у манастирски комплекс
- Прозор на северној фасади цркве